# Exaten
Exaten is een landgoed en een kasteel op dat landgoed, gelegen ten zuidoosten van Baexem. Het landgoed van 141 hectare is in beheer van stichting Het Limburgs Landschap. Het kasteel is sinds 1968 een rijksmonument.

## Geschiedenis
Het kasteel wordt in 1329 al vermeld onder de naam "Ixaten". Waarschijnlijk vond in 1556 een verbouwing plaats, en werd het rond 1593 uitgebreid tot een rechthoekig gebouw waarbij aan één kant kleine torens op de hoeken werden gebouwd. Boven de ingang van het kasteel Exaten staat in een steen met het alliantiewapen Pollart X van Loon het jaartal 1593 vermeld. Het gebouw verkeerde in en na de Franse tijd in vervallen staat. Vanaf 1872 werd het landgoed bewoond door (uit Duitsland verbannen) jezuïeten, waaronder Georg Michael Pachtler. Het landgoed werd als noviciaat ingericht, waar onder meer Erich Wasmann kennismaakte met de orde. Vanaf 1927 vestigden zich franciscanen op het landgoed, waarna het van 1946 tot 1957 een jeugdzorginstelling werd, geleid door de dominicanessen van Bethanië. De zusters vertrokken in 1959 naar Horn, waarop de franciscanen terugkeerden. Later werd er een opleidingsschool van de rijkspolitie in gevestigd (1967) waar onder andere opleidingen voor de Mobiele Eenheid werden gegeven. Het kasteel is in 1997 verkocht aan Centraal Orgaan opvang asielzoekers (COA) en is nu in gebruik als asielzoekerscentrum.
Tot het landgoed behoren twee oude boerderijen: de Stockxhof (17e eeuw) en de Exatenhof (19e eeuw). Uit een akte blijkt dat hier rond 1500 al twee hoeves in het beekdal stonden. De boerderijen liggen op de overgang van hoge zandgronden naar vochtige beekdalgronden. Uit de bruine enkeerdgronden die hier voorkomen is af te lezen dat hier eeuwenlang bemesting met dierlijke mest en plaggen heeft plaatsgevonden. In de 20e eeuw gingen diverse ingrepen ten koste van de kwaliteit van het beekdallandschap: de normalisatie van de Haelense Beek (1950), de ingebruikname van een drinkwaterpompstation (1958) en de aanleg van de N68 (begin jaren 70). In 1973 kwam het landgoed in het bezit van Het Limburgs Landschap met als doel bescherming van natuur en landschap.

## Landgoed
Het landgoed omvat het dal van de Haelense beek en de hoge zandgronden ten zuiden daarvan. Het beekdal bestaat uit weilanden met enkele populierenbosjes en zeven poelen voor amfibieën. De overgang naar de hogere zandgronden is het leefgebied van de geelgors. Hier komt plaatselijk nog een steilrand van enkele meters hoog voor. De zandgronden bestonden oorspronkelijk uit heide en stuifzanden. In de periode 1930-1960 werden deze beplant met naaldboomsoorten die nu een struiklaag van wilde lijsterbes en ruwe berk hebben. De open structuur van het bos komt ten goede aan levendbarende hagedis, boompieper en geelgors. In twee vennen op de grens met de Beegderheide komen dopheide, bruine snavelbies, kleine zonnedauw, moeraswolfsklauw en heikikker voor. Op initiatief van Waterschap Peel en Maasvallei is in 2002 door hermeandering de natuurlijke loop van de Haelense beek hersteld.

## Gemeenteherindeling
Exaten was tevens de werktitel voor de nieuwe herindelingsgemeente, die per 1 januari 2007 zou ontstaan uit de huidige gemeenten Haelen, Heythuysen, Hunsel en Roggel en Neer. Raadsleden uit deze vier gemeenten kozen door middel van stemming echter de naam Leudal voor de nieuwe gemeente.